# Lee Yeong-hoon
Dans ce nom coréen, le nom de famille, Lee, précède le nom personnel.
Lee Yeong-hoon (hangul: 이영훈) est un acteur sud-coréen, né le 14 décembre 1982 à Gwangju au Jeolla du Sud.

## Filmographie

### Films
- 2006 : No Regret (후회하지 않아) de Lee Song-hee-il : Lee Soo-min
- 2008 : The Guard Post (GP506) de Kong Soo-chang : Kang Jin-won
- 2008 : Ride Away (달려라 자전거) de Lim Seong-woon : Kim Soo-wook
- 2010 : One Night Stand (원 나잇 스탠드) de Chang Hoon, Lee Yoo-rim et Min Yong-geun : un étudiant (caméo)
- 2010 : Break Away (탈주) de Lee Song-hee-il : Kang Jae-hoon
- 2010 : Troubleshooter (해결사) de Kwon Hyeok-jae : Psycho
- 2012 : The Beat Goes On (청춘 그루브) de Byun Sung-hyun : Kim Min-soo
- 2012 : Just Friends (저스트 프렌즈) de Ahn Cheol-ho : Sim Jae-wook
- 2012 : The Traffickers (공모자들) de Kim Hong-seon : Dae-woong
- 2013 : Top Star (톱스타) de Park Joong-hoon : "Song of the Sun" gunman 2
- 2014 : Girls, Girls, Girls (녀녀녀) de Han Seung-rim : Hyeon-soo
- 2015 : Coin Locker (코인라커) de Kim Tae-kyeong : Sang-pil

Prochainement
- Young Mob Protest's Song (청년폭도맹진가) de Jeong Byeong-gil : Eun-sik (en préproduction)

### Courts-métrages
- 2001 : Good Romance (굿로맨스) de Lee Song-hee-il : Won-kyoo

### Séries télévisées
- 2011 : Detectives in Trouble (강력반) de Kwon Kye-hong : Kim Yeong-tae(16 épisodes)
- 2015 : The Wind Blows to the Hope (바람은 소망하는 곳으로 분다) de Kim Yong-soo : Bang Dae-sik (série télévisée spéciale, deux épisodes)